# 施塔茨克利佩山

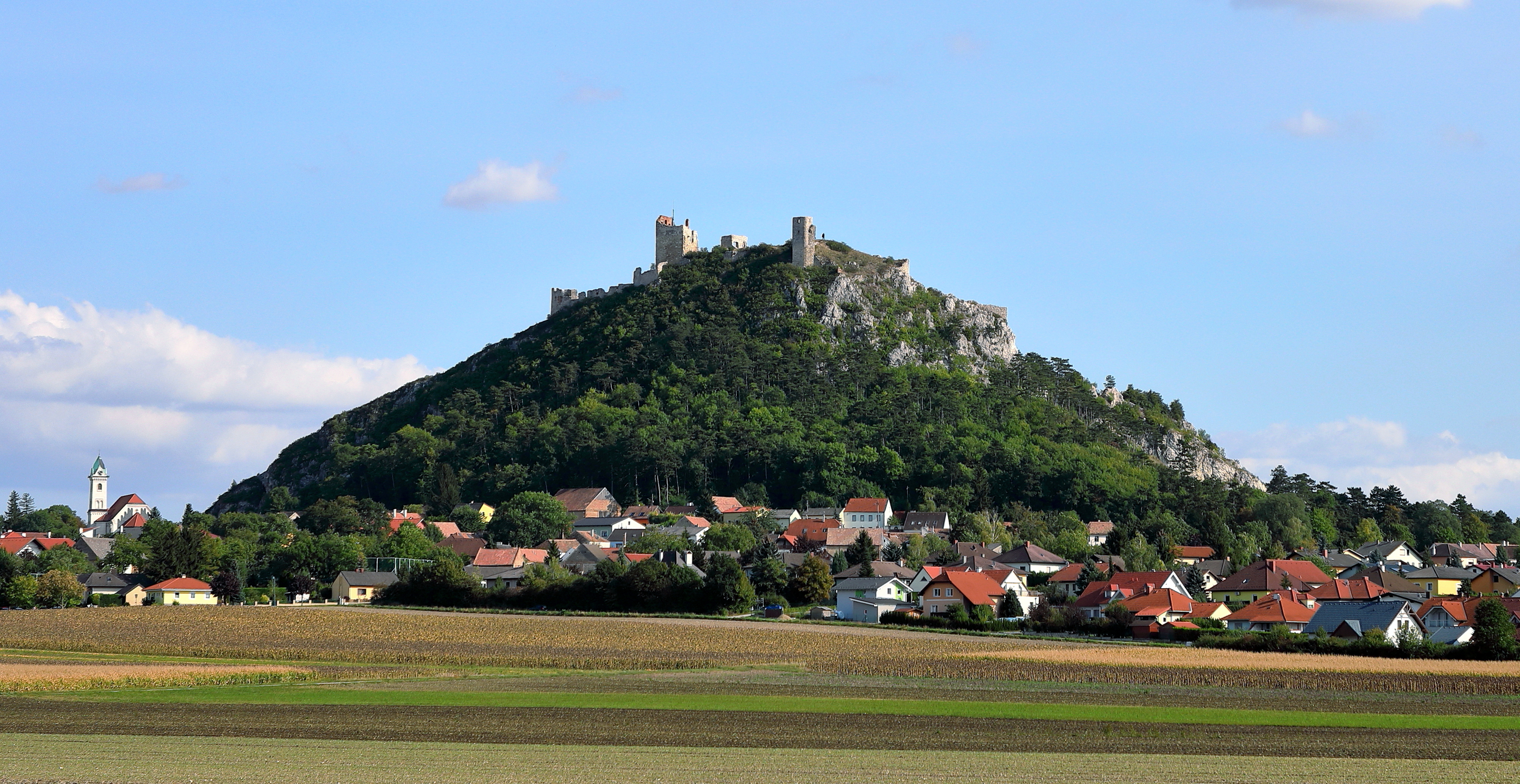

48°40′35″N 16°29′22″E / 48.67639°N 16.48944°E
施塔茨克利佩山（德語：Staatzer Klippe），是奧地利的山峰，位於該國東北部，由下奧地利州負責管轄，處於施塔茨，該山峰海拔高度332米，山體由石灰岩組成。